# HMS Sparrow (U71)
«Спарроу» (англ. HMS Sparrow (U71)) — військовий корабель, шлюп типу «Модифікований Блек Свон» Королівського військово-морського флоту Великої Британії за часів Другої світової війни.

## Історія створення
Шлюп «Спарроу» був закладений 30 листопада 1944 року  на верфі компанії William Denny and Brothers у Дамбартоні. 18 лютого 1946 року  він був спущений на воду, а 16 грудня того ж року увійшов до бойового складу Королівських ВМС Великої Британії.
«Спарроу» став останнім збудованим шлюпом типу типу «Блек Свон».

## Історія служби
З 1947 по 1952 рік «Спарроу» входив до складу Північноамериканської та Вест-Індійської станції.
Наприкінці 1952 року включений до 3-ї ескадри фрегатів Далекосхідного флоту. 
У 1954 році переведений до складу Південно-Атлантичної станції.
В середині 1956 року корабель повернувся до Великої Британії та був виведений в резерв. У 1958 році проданий на злам.